# Judo-Bundesliga (Österreich)

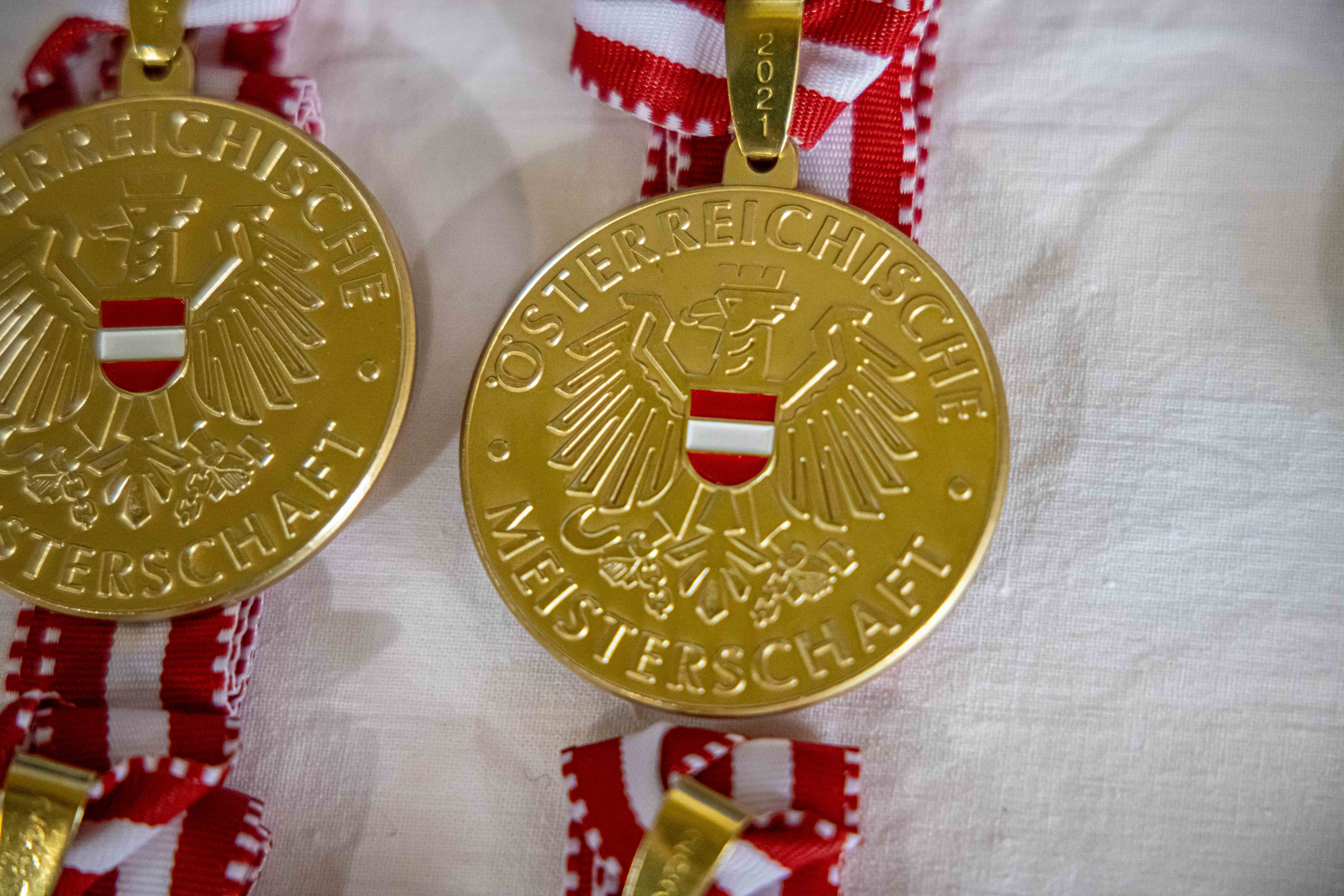
Goldmedaillen der Österreichischen Meisterschaft (2021)

Die Judo Bundesliga ist die Judo-Vereins-Mannschaftsmeisterschaft des Österreichischen Judoverbandes. Sie ist in drei Ligen gegliedert und ermittelt jeweils den Österreichischen Meister. Als höchste Klassen werden in der Ersten Judo Bundesliga und der Frauen Judo Bundesliga der österreichische Staatsmeistertitel verliehen. Die 1. Bundesliga besteht stets aus neun Teams. Weitere neun Teams können in der 2. Bundesliga gegeneinander antreten. Die Höchstplatzierten der 2. Bundesliga steigen in die 1. Bundesliga auf. Die Frauen-Liga besteht aus drei bis neun Teams.
Sie gliedert sich in folgende Ligen:
- Erste Judo Bundesliga (seit 1948)
- Zweite Judo Bundesliga (seit 1974)
- Frauen Judo Bundesliga (seit 1981)